# Hedera cypria
Hedera cypria — один з видів роду плющ, який є рідним для Середземного моря, особливо на острові Кіпр. Ця рослина з ботанічної родини аралієвих, ендемічний для острова Кіпр. Раніше названий Hedera pastuchovi Cypria.
Це вічнозелена рослина, росте повільно до 20—30 м, на відповідних поверхнях (дерева, скелі, стіни), а також зростає як ґрунтопокривна, де немає вертикальних поверхонь. Вона піднімається за допомогою повітряних корінців, які чіпляються до різноманітних природних підкладок. Частіше зустрічається на великих висотах в скелястих, темних річкових лісах, на висоті 400—650 метрів. У своєму природному середовищі існування можна легко відрізнити від Hedera helix subsp. poetarum, що також присутній на острові Кіпр, оскільки Hedera helix subsp. poetarum має жовті плоди, а Hedera cypria завжди чорні плоди.
| Гібіскус | Це незавершена стаття про квіткові рослини. Ви можете допомогти проєкту, виправивши або дописавши її. |